# Liste von Mühlen am Lockwitzbach

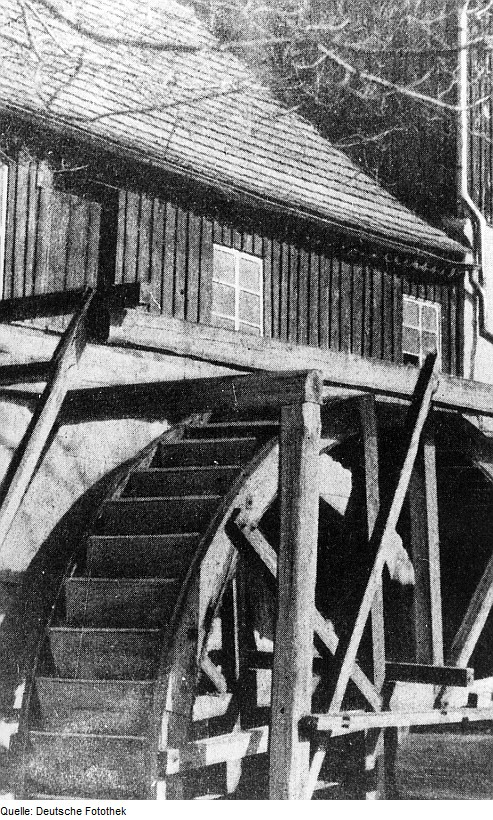
Brettmühle Reinhardtsgrimma

Die Liste von Mühlen am Lockwitzbach  gibt eine Übersicht über historische Wassermühlen am Lockwitzbach (Lockwitzgrund) und dessen kleineren Zuflüssen Quohrener Bach und Possendorfer Bach unabhängig davon, ob sie noch existieren oder bereits verfallen und abgerissen sind.
Es wurden etwa 30 Mühlenstandorte erfasst. Viele Mühlen existieren nicht mehr, einige sind umgebaut und dienen anderen Zwecken.
Bei Mühlen, die unter Denkmalschutz stehen, kann über die ID-Nummer der jeweilige Denkmaltext aus der sächsischen Denkmalliste aufgerufen werden. Die historische Bedeutung der Mühlen als Einzeldenkmale ergibt sich aus dem Denkmaltext des Landesamts für Denkmalpflege Sachsen.

## Legende
- Bild: zeigt ein Bild der Mühle und gegebenenfalls zusätzlich einen Link zu weiteren Fotos im Medienarchiv Wikimedia Commons.
- Bezeichnung: Name der Mühle und gegebenenfalls Bauwerksname des Kulturdenkmals
- Lage: Ortsteil bzw. Gemarkung sowie Straßenname und Hausnummer. Der Link Karte führt zur Kartendarstellung.
- Datierung: gibt das Jahr der Fertigstellung oder den Zeitraum der Errichtung an.
- Beschreibung: Angabe baulicher und geschichtlicher Einzelheiten, von Denkmaleigenschaften sowie ehemaligen Besitzern oder Bewohnern der Mühle
- ID: Falls die Mühle ein Kulturdenkmal ist, ist hier die ID-Nr. des Landesamts für Denkmalpflege Sachsen angegeben. Ein ggf. vorhandenes Icon  führt zu den Angaben bei Wikidata.

## Liste von Mühlen am Lockwitzbach
Die Liste der ehemaligen Mühlen ist entsprechend der örtlichen Lage von der Quelle bis zur Mündung in die Elbe gegliedert.
| Bild                                    | Bezeichnung                                  | Lage                                                       | Datierung         | Beschreibung | ID       |
| --------------------------------------- | -------------------------------------------- | ---------------------------------------------------------- | ----------------- | --- | -------- |
|                                         | Obere Mühle Niederfrauendorf                 | Niederfrauendorf, Schmiedeberger Straße 35-37 (Karte)      |                   | ehem. Obere Mühle Niederfrauendorf, bis 1945 Getreidemühle, jetzt Wohnhaus |          |
|                                         | Mittlere Mühle Niederfrauendorf              | Niederfrauendorf, Häuslerweg 2 (Karte)                     |                   | ehem. Mittlere Mühle (auch Richtersmühle) Niederfrauendorf, bis 1951 Getreidemühle, jetzt Wohnhaus |          |
|                                         | Niedere Mühle Niederfrauendorf               | Niederfrauendorf, Glashütter Straße (Karte)                |                   | ehem. Niedere Mühle Niederfrauendorf, 1892 abgebrannt, abgerissen, genaue Lage unklar |          |
| Direkt Bild zu diesem Denkmal hochladen | Obermühle Reinhardtsgrimma                   | Reinhardtsgrimma, Grimmsche Hauptstraße (Karte)            |                   | ehem. Obermühle Reinhardtsgrimma, bis 1939 Getreidemühle, 2010 abgerissen, genaue Lage unklar |          |
|                                         | Mittelmühle Reinhardtsgrimma                 | Reinhardtsgrimma, Grimmsche Hauptstraße 46 (Karte)         |                   | ehem. Mittelmühle Reinhardtsgrimma, 1900 nach Brand wieder aufgebaut, Mahlbetrieb bis 1968, seit 2012 als Mahlmühle und Mischfutterbetrieb mit angeschlossener Bäckerei in vierter Generation genutzt. |          |
| Weitere Bilder                          | Schlossmühle Reinhardtsgrimma                | Reinhardtsgrimma, Schlossgasse 3 (Karte)                   |                   | ehem. Schlossmühle Reinhardtsgrimma, 1910 Mahlbetrieb eingestellt, seitdem Bäckerei |          |
| Weitere Bilder                          | Brettmühle Reinhardtsgrimma                  | Reinhardtsgrimma, Zur Brettmühle 5; 12 (Karte)             |                   | ehem. Brettmühle oder Niedermühle Reinhardtsgrimma, Schneidemühle bis 1951 in Betrieb; Mühle und Nebengebäude; von ortshistorischer Bedeutung. | 09278580 |
| Weitere Bilder                          | Hirschbachmühle                              | Hirschbach, Hirschbachmühle 1 (Karte)                      | 1816              | ehem. Hirschbachmühle, Mahl- und Schneidemühle, später Gaststätte und Ferienheim. Der Standort der Hirschbachmühle wurde vermutlich bereits im frühen 16. Jahrhundert als solcher genutzt. Im Jahre 1651 wurde eine Sägemühle errichtet. Zwischenzeitlich befand sich die Mühle im Besitz von August dem Starken (1670–1733), der sie für 16000 Meißnische Gulden erworben hatte. Seit dem 19. Jahrhundert dient die Mühle als Gasthof. Spätere Betreiber warben damit, dass einst Robert und Clara Schumann sowie in jüngerer Zeit der berühmte Tenor Peter Schreier zu seinem Gästen zählten. |          |
|                                         | Teufelsmühle                                 | Hausdorf, Teufelsmühle 1 (Karte)                           |                   | ehem. Teufelsmühle (Mahlmühle des Hausdorfer Ritterguts), bis 1972 Mahl- und Schneidemühle, später Gaststätte |          |
| Direkt Bild zu diesem Denkmal hochladen | Lungkwitzer Mühle                            | Lungkwitz, Mühlweg (Karte)                                 |                   | ehem. Lungkwitzer Mühle und Sägewerk Lungkwitz, bis 1996 Sägewerk, 2009 abgerissen |          |
|                                         | Grimmsmühle Quohren                          | Quohren, Talstraße 2 (Karte)                               |                   | ehem. Grimmsmühle oder Obermühle Quohren am Quohrener Bach, Mahlbetrieb bis um 1900, jetzt Wohnhaus |          |
|                                         | Mühle Quohren                                | Kreischa, Quohrener Straße 37 (Karte)                      | um 1900           | ehem. Mühle Quohren am Quohrener Bach, bis 1900 in Betrieb, jetzt Bauerngehöft. Gemarkung Mittelkreischa. Wohnstallhaus, zwei Seitengebäude und Scheune eines Mühlenanwesens; Wohnstallhaus verputzter Massivbau mit Drillingsfenster im Giebel, beide Seitengebäude Obergeschoss Fachwerk, Scheune verbrettert, straßenbildprägendes Gehöft, baugeschichtlich und wirtschaftsgeschichtlich von Bedeutung. | 09278894 |
|                                         | Königsmühle Kreischa                         | Kreischa, Possendorfer Straße 7 (Karte)                    | 1854              | ehem. Königsmühle (auch Ober- oder Hintermühle) am Quohrener Bach, 1907 abgebrannt, jetzt Bauerngehöft. Gemarkung Niederkreischa. Wohnstallhaus, Seitengebäude und Scheune eines Mühlenanwesens; Wohnstallhaus massiv, Seitengebäude und Scheune in Fachwerkbauweise, prägnante Lage, baugeschichtlich und ortsgeschichtlich von Bedeutung. | 09278896 |
|                                         | Mittelmühle Kreischa                         | Kreischa, Hauptstraße 22 (Karte)                           | 2. Hälfte 19. Jh. | ehem. Mittelmühle Kreischa am Quohrener Bach, Mahl und Schneidemühle bis in die 1930er Jahre, jetzt Gewerbebetrieb. Gemarkung Niederkreischa. Ehemalige Mühle (hakenförmiger Grundriss), heute Wohnhaus; Obergeschoss Fachwerk, straßenbildprägend, bedeutend für die Ortsgeschichte. | 09278900 |
|                                         | Schenkmühle Kreischa                         | Kreischa, Haußmannplatz 1 (Karte)                          |                   | ehem. Schenkmühle Kreischa am Quohrener Bach, neben dem Erbgericht, Mühlbetrieb 1890 eingestellt, danach Strohhutfabrik. Gemarkung Oberkreischa. Mühle 1937 abgerissen, jetzt ein Wohn-Geschäftshaus. |          |
|                                         | Ufermühle Kreischa                           | Kreischa, Dresdner Straße 9 (Karte)                        | 2. Hälfte 19. Jh. | ehem. Ufermühle (auch Niedermühle) Kreischa, Mahlmühle bis 1930, jetzt Wohn- und Geschäftshaus. Gemarkung Niederkreischa. Wohnhaus, ehemals Mühle, mit winkelförmigem Anbau; Obergeschoss Fachwerk, straßenbildprägend, baugeschichtlich und ortsgeschichtlich von Bedeutung. | 09278823 |
| Direkt Bild zu diesem Denkmal hochladen | Zscheckwitzmühle                             | Zscheckwitz (Karte)                                        |                   | ehem. Zscheckwitzmühle am Possendorfer Bach, unterhalb des Ritterguts Zscheckwitz, Schneidemühle bis 1910, abgerissen (wüst) |          |
| Weitere Bilder                          | Hauswaldmühle Kreischa                       | Kreischa, Turnerweg 14 (Karte)                             | 1802              | ehem. Hauswaldmühle Kreischa am Possendorfer Bach, Mahlbetrieb um 1900 eingestellt, jetzt nach Brand 2019 nur noch Ruine. Gemarkung Niederkreischa. Wohnmühlenhaus, Seitengebäude und Toranlage (Torbogen und Pforte) eines Mühlenanwesens; Wohnhaus mit Fachwerk-Obergeschoss und Korbbogenportalen, Seitengebäude massiv, Mühlenanwesen in exponierter Lage, baugeschichtlich und ortsgeschichtlich von Bedeutung. | 09278806 |
|                                         | Brandmühle Kautzsch                          | Kautzsch, Brandmühlenstraße 50 (Karte)                     |                   | ehem. Brandmühle Kautzsch, bis 1945 Getreidemühle, jetzt Wohnhaus |          |
| Weitere Bilder                          | Hummelmühle Sobrigau                         | Sobrigau, Hummelmühle 25 (Karte)                           | 1869              | ehem. Hummelmühle Sobrigau, bis 1989 Getreidemühle, jetzt Museum; Wohnhaus und Mühlengebäude (inklusive Mühlentechnik), traufständig zur Straße stehendes Funktionsgebäude und Toranlage eines Mühlenanwesens; ortsgeschichtlich und technikgeschichtlich von Bedeutung. | 09278848 |
| Weitere Bilder                          | Lobeckmühle (Schokoladenmühle) Sobrigau      | Sobrigau, Lockwitzgrund 123 (Karte)                        |                   | urspr. Mühle Sobrigau (Leinölmühle), ab 1850 Schokoladenmühle Lobeck, von 1860 bis 1932 Schokoladenfabrik Otto Rüger („Obere Fabrik“), jetzt Wohnanlage. |          |
|                                         | Schmidts-Mühle; Lockwitzer Papierfabrik      | Dresden-Lockwitz, Lockwitzgrund 100 (Karte)                | um 1800           | ehem. Schmidts-Mühle (auch Untere Borthen-Mühle), urspr. Getreidemühle, von 1868 bis 1876 Lockwitzer Papierfabrik und von 1890 bis 1946 Makkaronifabrik, jetzt Pension. Zwei Fabrikgebäude; zwei- bzw. dreigeschossig mit Kniestock bzw. Mezzanin und flachen Walmdächern, das nördliche ist mit genutetem Sockel und Putzspiegeln etwas aufwendiger gestaltet. | 09215805 |
| Weitere Bilder                          | Kakaomühle Lockwitz                          | Dresden-Lockwitz, Lockwitzgrund 62 (Karte)                 | um 1800           | ehem. Kakaomühle Lockwitz (auch Hintermühle oder Richtermühle), von 1886 bis 1928 Teil der Schokoladenfabrik Otto Rüger („Untere Fabrik“), seit 1931 Wohnhaus; Wohnhaus, Seitengebäude und Verbindungsgang eines Gehöftes; möglw. die ehem. Kakao-Mühle, bau- und ortsgeschichtlich bedeutend. | 09215874 |
|                                         | Obermühle Lockwitz                           | Dresden-Lockwitz, An der Obermühle 10-12 (Karte)           | 1. H. 19. Jh.     | ehem. Obermühle Lockwitz, später Dampfmühle Paul Blischke, siehe , urspr. Getreidemühle, dann Dampfmühle bis 1951, 1995 abgerissen, jetzt Wohnhäuser, genaue Lage unklar |          |
|                                         | Wehranlage Lockwitz                          | Dresden-Lockwitz, Am Wehr (Karte)                          |                   | Wehranlage Lockwitz, Abzweig des Mühlgrabens zur Hänichenmühle; Vollautomatisches Segmentwehr; in Dresden und darüber hinaus landesweit das einzige vollautomatische Segmentwehr, bemerkenswertes technisches Denkmal seiner Zeit, technikgeschichtlich bedeutend. | 09215819 |
| Weitere Bilder                          | Mittelmühle; Hänichenmühle; Lockwitzer Mühle | Dresden-Lockwitz, Preußerstraße 8; 10 (Karte)              | 1814              | ehem. Hänichenmühle (auch Mittelmühle) Lockwitz, Mahlbetrieb bis 1956; Wohnhaus, Mühlengebäude (im Innern noch Radwelle vorhanden), Einfriedungsmauer und niedrigere, den seitliche Weg begrenzende Sandsteinmauer; am Mühlengebäude Sgraffitos aus den 1950er Jahren, bau-, orts- und technikgeschichtlich sowie landschaftsgestalterisch bedeutendes Ensemble (siehe auch Wehranlage Lockwitz und Hänichen-Mühlgraben). | 09215818 |
| Direkt Bild zu diesem Denkmal hochladen | Zuckermühle Lockwitz                         | Dresden-Lockwitz, An der Niedermühle 4 (Karte)             |                   | ehem. Zuckermühle Lockwitz, 1867 abgerissen, genaue Lage unklar |          |
| Direkt Bild zu diesem Denkmal hochladen | Niedermühle Lockwitz                         | Dresden-Lockwitz, An der Niedermühle 6 (Karte)             |                   | ehem. Niedermühle Lockwitz, 1928 Umbau zur Hornmehlmühle, bis 1956 als Wassermühle, 1990 Betrieb eingestellt, jetzt Wohnungen. |          |
|                                         | Dankelmannmühle Niedersedlitz                | Dresden-Niedersedlitz, Mühlenstraße 10 (Karte)             |                   | ehem. Dankelmannmühle in Niedersedlitz, ab 1873 Dampfmühle sowie Mehl- und Brotfabrik, 1892 abgebrannt, von 1953 bis 1991 als Gewürzmühle vom VEB Weizenin genutzt, 2008 abgerissen |          |
| Direkt Bild zu diesem Denkmal hochladen | Alte Mühle Großzschachwitz                   | Dresden-Großzschachwitz, Bahnhofstraße 70 (Karte)          |                   | ehem. Alte Mühle Großzschachwitz, bis 1950 als Getreidemühle in Betrieb, jetzt Bäckerei |          |
|                                         | Alte Mälzerei Kleinzschachwitz               | Dresden-Kleinzschachwitz, Berthold-Haupt-Straße 83 (Karte) |                   | ehem. Papiermühle in Kleinzschachwitz, ab 1886 Brauerei, von 1906 bis 1981 Mälzerei, seit 2004 Senioren-Residenz |          |
| Direkt Bild zu diesem Denkmal hochladen | Sägemühle Spalteholz Laubegast               | Dresden-Laubegast, Österreicher Straße 93 (Karte)          |                   | keine Wassermühle, ab 1867 Dampfsägewerk Oswald Spalteholz in Laubegast, ab 1896 Schiffswerft Laubegast, ab 1913 Sägewerk Mitzscherling & Co am neuen Standort (Kleinzschachwitz, Kleinzschachwitzer Ufer) bis in die 1960er Jahre, genaue Lage unklar |          |

## Landkarten-Archiv
- Messtischblatt 5148 Dippoldiswalde (1937) (abgerufen am 16. September 2024)
- Messtischblatt 5048 Kreischa (1938) (abgerufen am 16. September 2024)
- Messtischblatt 5048 Kreischa (1870) (abgerufen am 16. September 2024)

- Messtischblatt 4949 Pillnitz (1920) (abgerufen am 16. September 2024)